# 클로로포름
클로로포름(Chloroform)은 탄소와 염소로 이루어진 화합물로, 화학식은 CHCl3이다. 테프론이나 냉매를 만드는 데 사용되기도 한다.

## 성질
상온에서 액체 상태로 존재하는 비교적 무거운 무색의 화합물이다. 녹는점은 -63.5 °C, 끓는점은 61.2 °C이고 밀도는 1.483 g/cm3이다. 기화성이 높으며, 기체 클로로포름은 본드 냄새가 난다. 흡입 시 마취효과가 있다.

## 생산 방법
클로로포름은 염소 기체와 메탄이나 염화메틸의 혼합물에 열을 가해 만들어진다. 400–500 °C에서 다음과 같은 반응이 일어난다.
CH4 + Cl2 → CH3Cl + HCl
CH3Cl + Cl2 → CH2Cl2 + HCl
CH2Cl2 + Cl2 → CHCl3 + HCl
클로로포름이 다음 과정을 거치면 CCl4가 된다.:
CHCl3 + Cl2 → CCl4 + HCl
이 과정에서는 모두 클로로 메탄(염화메틸), 염화에틸렌, 클로로포름, 사염화탄소가 만들어지고 이 화합물들은 증류로 분리된다.